# Allophroides platyurus
Allophroides platyurus là một loài tò vò trong họ Ichneumonidae.